# Arnold Freiherr von Biegeleben
Arnold Freiherr von Biegeleben (ur. 16 kwietnia 1883, zm. 11 października 1940) – niemiecki wojskowy, generalleutnant. Dowódca 6 Dywizji Piechoty. Zmarł z powodu zawału serca.

## Odznaczenia
- Wielki Oficer Orderu Świętego Aleksandra (1936)
- Krzyż Rycerski Krzyża Żelaznego (1940)
- Krzyż Kawalerski Orderu Hohenzollernów z mieczami (1917)
- Krzyż Żelazny 1914 I klasy (1916)
- Krzyż Żelazny 1914 II klasy (1914)
- Okucie do Krzyża Żelaznego(inne języki) I i II klasy (1939)
- Odznaka za Służbę w Wehrmachcie I, II, III i IV klasy (1936)